# 1968年メキシコシティーオリンピックのオーストリア選手団
1968年メキシコシティーオリンピックのオーストリア選手団（1968ねんメキシコシティーオリンピックのオーストリアせんしゅだん）は、1968年10月12日から10月27日にかけてメキシコの首都メキシコシティーで開催された1968年メキシコシティーオリンピックのオーストリア選手団、およびその競技結果。

## 概要
今大会は銀メダル2個、銅メダル2個の合計4個のメダルを獲得した。

## メダル
| メダル | 選手名             | 競技 | 種目         |
| ------ | ------------------ | ---- | ------------ |
| 銀     | リーゼ・プロコップ | 陸上 | 女子五種競技 |
| 銅     | エヴァ・ヤンコ     | 陸上 | 女子やり投   |